# Reparation (film)
Reparation är en svensk kortfilm från 2001 i regi av Jens Jonsson. I rollerna som Sune och Kerstin ses Lennart Hjulström och Gunilla Nyroos.

## Handling
Filmen skildrar ett par i övre medelåldern som genomgår en kris. Mannen, Sune, är förtidspensionerad på grund av tinnitus. Kvinnan, Kerstin, har varit otrogen och paret grälar i hemmet. Det framkommer att Kerstin tappar respekten för Sune eftersom han efter förtidspensioneringen chanserat och mest går hemma och skrotar.

## Rollista
- Lennart Hjulström – Sune
- Gunilla Nyroos – Kerstin

## Om filmen
Reparation producerades av Rebecka Lafrenz för Dramatiska Institutet. Den spelades in efter ett manus av Jonsson och fotades av Askild Vik Edvardsen. Musiken komponerades av Fredrik Norberg och filmen klipptes av Kristofer Nordin. Den premiärvisades den 10 oktober 2001 på biograferna Svea i Göteborg, Spegeln och Sturebiografen i Stockholm. 2002 visades den bland annat på Göteborgs filmfestival och på Sveriges Television.
Filmen har belönats med flera priser. Vid Berlins filmfestival mottog den en Silverbjörn. Vid filmfestivalen i Cannes 2001 belönades filmen med andra pris i Cinefondation Award. Vid en filmfestival i Siena 2002 fick Hjulström och Nyroos varsitt hedersomnämnande.